# Santa-Rosa-Klasse
Die zwei Santa-Rosa-Klasse-Kombischiffe des MARAD Design P2-S2-11a erreichten jeweils weit über vierzigjährige erfolgreiche Dienstzeiten.

## Geschichte

### Grace Line
Die Bauwerft Newport News Shipbuilding begann 1956 mit dem Bau des Typschiffs der Klasse. Am 12. Juni 1958 wurde die Santa Rosa abgeliefert, als zweites Schiff folgte am 9. Oktober desselben Jahres die Santa Paula. Die vollklimatisierten Wohnaufbauten der Kombischiffe zeichneten sich durch feuerhemmende Aluminiumwandverkleidungen aus, Stabilisatoren verhinderten Seekrankheit an Bord. Für den Ladungstransport standen vier Laderäume zur Verfügung, deren schnelles Ladegeschirr bei den Räumen 3 und 4 durch Seitenpforten und Ladungsförderbänder ergänzt wurde. Beide Einheiten wurden von der US-amerikanischen Reederei Grace Line auf ihrem Fracht- und Passagierliniendienst zwischen den Vereinigten Staaten, den Häfen der Karibik und Südamerika eingesetzt. 1969 ging die Grace Line in den Prudential Lines auf, die fortan als Prudential-Grace Lines firmierten. Vor dem Hintergrund des verhältnismäßig teuren Betriebes unter amerikanischer Flagge, dem hohen Brennstoffverbrauch und dem seit Anfang der 1960er Jahre auch im Südamerikaverkehr sehr rasch zunehmenden Luftreiseverkehrs waren die beiden Schiffe nach 13 Dienstjahren nicht mehr wirtschaftlich zu betreiben, woraufhin die Schiffe im Januar 1971 in Hampton Roads, Virginia, aufgelegt wurden.

### Weitere Karrieren
Während die Santa Paula später verkauft, ab 1978 als Hotelschiff in Kuwait genutzt und 1991 beim Überfall des Iraks in Kuwait zerstört wurde, lag die Santa Rosa rund zwei Jahrzehnte in den Vereinigten Staaten auf, bevor man sie 1992 zum Umbau in ein Kreuzfahrtschiff nach Griechenland schleppte. Als Regent Rainbow fuhr das Schiff in der Folgezeit für die Reederei Regency Cruise Line. Beim Umbau zum Kreuzfahrtschiff verblieb die Getriebeturbinenanlage im Schiff, was sich durch den hohen Brennstoffverbrauch als nachteilig für den Betreiber herausstellte. Das Schiff blieb bis zum Bankrott der Regency Cruise Line im Jahr 2000 in Fahrt, danach wurde es von der Kreuzfahrtreederei Thomson Cruises übernommen und in Emerald umgetauft. Später fuhr es als The Emerald für Louis Cruise Lines in Piräus.
Seit 2009 lag das Schiff, das die ab 2010 gültigen SOLAS-Bestimmungen erfüllte, in Venedig auf und stand zum Verkauf. Im August 2012 wurde es zum Abbruch nach Indien verkauft.

## Übersicht
| Typ P2-S2-11a - Santa-Rosa-Klasse | Typ P2-S2-11a - Santa-Rosa-Klasse | Typ P2-S2-11a - Santa-Rosa-Klasse | Typ P2-S2-11a - Santa-Rosa-Klasse | Typ P2-S2-11a - Santa-Rosa-Klasse |
| Bauname                           | Bau- nummer                       | IMO- nummer                       | Indienststellung                  | Umbenennungen und Verbleib |
| --------------------------------- | --------------------------------- | --------------------------------- | --------------------------------- | --- |
| Santa Rosa                        | 521                               | 5312824                           | 12. Juni 1958                     | → Diamond Island, → Regent Rainbow, → Emerald, → The Emerald → 2012 zum Abbruch verkauft                                                                                   |
| Santa Paula                       | 522                               | 5312745                           | 9. Oktober 1958                   | → Stella Polaris, 1980 → Kuwait Marriott Hotel, 1989 → Ramada al Salam Hotel, 1991 → durch Kämpfe während des Zweiten Golfkriegs beschädigt und später in situ abgebrochen |